# Shane Madolora
Shane Madolora (né le 9 janvier 1987 à Salinas dans l'État de la Californie aux États-Unis) est un joueur professionnel américain de hockey sur glace. Il évolue au poste de gardien de but.

## Biographie

### Carrière en club
En 2005, il commence sa carrière junior avec les Ice Dogs de Fairbanks dans la NAHL. Il rejoint les Bandits de Saint-Louis durant la saison 2006-2007. Les Bandits remportent la Coupe Robertson 2007, Madolora est le deuxième gardien de l'équipe. La saison suivante, Madolora se joint aux Lancers d'Omaha dans l'USHL et est également le gardien remplaçant de l'équipe qui décroche la Coupe Clark. En 2009, il commence un cursus universitaire à l'université RIT et porte les couleurs des Tigers dans le championnat NCAA. Lors de sa première saison, il ne joue que quatre matchs. Les Tigers remportent la saison régulière et les séries éliminatoires de l'Atlantic Hockey. Madolora s'impose comme titulaire de l'équipe en 2010-2011. Les Tigers remportent la saison régulière. Madolora signe sept blanchissages, établissant un record pour l'université de Rochester. Lors de ses trois saisons avec le RIT, il réalise treize jeux blancs, remporte trente-six matchs en soixante-cinq confrontations. Il passe professionnel en mars 2012 avec le Thunder de Stockton dans l'ECHL. Il dispute deux matchs avec le Thunder puis un avec les Wranglers de Las Vegas. Il commence la saison 2012-2013 dans la SPHL avec les FireAntz de Fayetteville mais rejoint rapidement la Ligue centrale de hockey chez les Oilers de Tulsa. Il part en Europe en 2014. Il signe aux Diables rouges de Briançon dans la Ligue Magnus.

## Trophées et honneurs personnels

### Atlantic Hockey
- 2010-2011 : nommé dans la première équipe d'étoiles.
- 2010-2011 : nommé meilleur gardien.
- 2011-2012 : nommé dans la première équipe d'étoiles.